# Mohamed Mbougar Sarr
Mohamed Mbougar Sarr (Dakar, 20 juni 1990) is een Franstalige romanschrijver uit Senegal. In 2021 won hij de Prix Goncourt voor zijn roman La plus secrète mémoire des hommes.

## Biografie

### Familie en opleiding
Sarr is de zoon van een arts en groeide op in een groot Sérères-gezin in Diourbel in Senegal. Hij volgde middelbaar onderwijs aan de Prytanée militaire (cadettenschool) in Saint-Louis en vertrok daarna naar Frankrijk om verder te studeren. Na afronding van de CPGE (classes préparatoires aux grandes écoles) aan het lycée Pierre-d'Ailly in Compiègne, werd hij toegelaten tot de École des hautes études en sciences sociales (EHESS) in Parijs. Daar deed hij onderzoek naar Léopold Sédar Senghor, Senegalees staatsman, dichter en filosoof. Hij onderbrak zijn studie toen hij veel fictie ging schrijven.

### Carrière
In 2014 verscheen La Cale, een novelle over de slavenhandel. Voor Terre ceinte, zijn eerste roman over het leven in een fictief stadje in de Sahel dat onder het bewind van islamitische jihadistische milities komt te vallen, krijgt hij in 2015 de prix Ahmadou-Kourouma op de boekenbeurs in Genève, de Grand prix du roman métis van de stad Saint-Denis op La Réunion, evenals de Prix du roman métis des lycéens die toegekend wordt door scholieren uit Saint-Denis-de-la-Réunion.
Tijdens de Jeux de la Francophonie van 2017 in Ivoorkust ontvangt hij de bronzen medaille in de categorie literatuur voor zijn novelle Ndënd (Tamboer in het Wolof). Voor zijn tweede roman, Silence du chœur, die het dagelijks leven van Afrikaanse migranten op Sicilië beschrijft, ontvangt hij de Prix littérature monde van het festival Étonnants Voyageurs in Saint-Malo en de Prix du roman métis des lecteurs de la ville de Saint-Denis van 2018.
Sarr is een van de tien schrijvers van het collectieve werk Politisez-vous!, een essay uit 2017 waar ook Hamidou Anne en Fary Ndao aan hebben bijgedragen. In Senegal ontstond een controverse over zijn derde roman De purs hommes, een roman over een leraar die met homofobie wordt geconfronteerd. In november 2021 wint hij de Prix Goncourt voor zijn roman La plus secrète mémoire des hommes, waarvoor hij zich liet inspireren door het leven van de Malinese schrijver Yambo Ouologuem.